# 蒸発岩
蒸発岩（じょうはつがん、evaporite）とは、湖（主に水の供給量が限られる塩湖であることが多い）が干上がった際に水中に溶けていた物質が析出し、生成した岩石（堆積岩）。

## 概要
蒸発岩を構成する鉱物は、岩塩（塩化ナトリウム）、石膏（硫酸カルシウム）などを主とする。カンブリア紀以降の地層に見られ、乾燥気候の指標や大規模な地殻変動の根拠ともなる。
中でも岩塩は塑性流動しやすく、ドーム型の形状（岩塩ドーム）となり、石油や天然ガスを蓄積しやすい環境を作ることがある。
カスピ海南東部にあるカラ・ボガス・ゴル湾（Zaliv Kara-Bogaz-Gol）では、塩化ナトリウムや硫酸カルシウムなどの蒸発岩の構成鉱物が、現在大規模に沈殿しつつある。

## 地殻変動を推測する手段
地中海地域では600〜500万年前の地層より蒸発岩（岩塩、石膏、苦灰岩）が見られることから、地中海は地殻変動により一時的に干上がったもしくは塩湖になった（メッシニアン塩分危機）あと、再度、ジブラルタル海峡付近が低下して海水が流入し、現在のような形になったのではないかとする学説もある。